# AASM (ミサイル)
AASM（フランス語: Armement air-sol modulaire、空対地モジュラー兵器）は、フランスのサジェム社が開発した、通常爆弾を精密誘導兵器にする装置である。
アメリカのJDAMに相当するが、ロケットモーターで加速する点が異なる。

## 概要
1997年に兵器総局が国際入札を行い、サジェム社が選ばれて、2000年に開発契約が結ばれた。
AASMは、通常爆弾の前後にキットを取り付けて精密誘導兵器にするものである。前部誘導キットには、小型の前翼と操舵翼が前後に並び、内部に誘導装置が収められている。後部誘導キットには、折り畳み式の主翼とロケットモーターが付いている。
弾頭に用いる通常爆弾の重量によって、AASM125とAASM250の2種類に分かれる。AASM125は、BANG125爆弾やMk.81 250ポンド爆弾を使用し、AASM250は、BANG250爆弾やMk.82 500ポンド爆弾などを使用する。
誘導方式は、常用型と精密全天候型の2種類がある。常用型はGPS誘導と慣性誘導の組み合わせである。精密全天候型は常用型の終末誘導に画像赤外線誘導を付け加えて命中精度を向上させたものである。
最大射程は、高高度からの発射で50km、低高度からの発射で15km。命中精度は、常用型が半数必中界10m、精密全天候型が半数必中界1mである。
2007年から引き渡しが始まり、ラファールF2で運用が開始された。2008年にはアフガニスタン紛争において、ラファールにより初めて実戦で使用された。フランス軍は常用型1500発と精密全天候型1500発を導入する予定である。

## 発展型

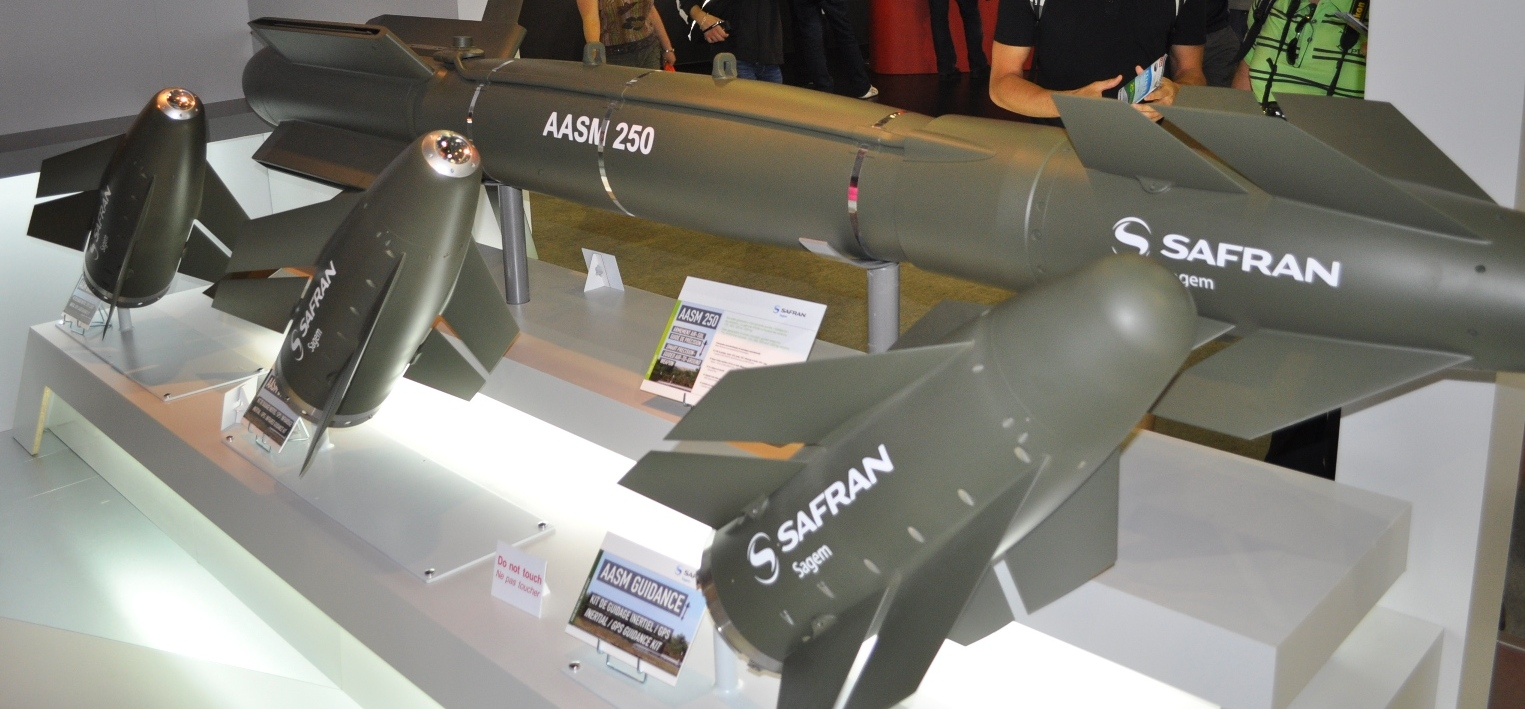
AASM 250と3種類のシーカー

発展型として、弾頭に使用する通常爆弾の重量を増やしたものや、セミアクティブ・レーザー誘導型、貫通型、対レーダー型、対艦型などが研究されている。

## 運用国
- フランス - 2024年時点で、フランス航空宇宙軍がAASMを保有[1]。
- モロッコ - 2024年時点で、モロッコ空軍がAASMを保有[2]。